# 第135师团
第135师团（Dai-hyakusanjūgo Shidan）是日本帝国陆军的一个步兵师团。它的代号是真心兵团（Shinshin Heidan），该师团于1945年7月10日在密山组建。师团的主力是第2（绥芬河）（或第3）、第4（虎林）边防大队、第46运输警卫大队和第77独立混成旅。

## 行动
第135师团组建后接替了先前由第11师团和第77独立混成旅驻守的防区。 
1945年8月9日，随着苏军开始入侵满洲，红军立即向由第135师团驻守的防区进行了突袭。尽管如此，由于苏军在绥芬河的突破更具威胁性，1945年8月9日，两个步兵营从第135师团转移至第124师团。1945年8月10日晚，第135师团撤退至阳明区。8月15日，它被命令进一步撤退到牡丹江。17日，该师团收到了投降令。
从一开始该师团的物资就严重短缺。该师所需的刺刀是在当地使用从汽车悬架中回收的钢材锻造的。该师团的火炮是第5军中最差的，炮团的41式75毫米骑兵炮只有满编时期的三分之二。在苏联入侵满洲之前，关东军司令部估计第135师团的战斗力只有15%。在短暂的战役中，该师团有1631人阵亡。
第135师团大部分被红军俘虏并送往西伯利亚劳改营。